# Розмарі Хеннессі
Розмарі Хеннессі (нар. 2 березня 1950) — американська академічна і соціалістична феміністка. Вона є професоркою англійської мови та директоркою Центру вивчення жінок, гендеру та сексуальності в Університеті Райса. З 2006 року працює на факультеті Райса.
Вона багато писала про матеріалістичний фемінізм.

## Освіта
Вона здобула ступінь докторки філософії з англійської мови в Університеті Сіракуз, ступінь магістерки англійської мови в Університеті Темпл і ступінь бакалавра англійської мови в Університеті Пенсільванії.

## Вибрана бібліографія

### Книги
- Hennessy, Rosemary (1993). Materialist feminism and the politics of discourse. New York: Routledge. ISBN 9780415904797.
- Hennessy, Rosemary; Ingraham, Chrys (1997). Materialist feminism: a reader in class, difference, and women's lives. New York: Routledge. ISBN 9780415916349.
- Hennessy, Rosemary (2000). Profit and pleasure sexual identities in late capitalism. New York: Routledge. ISBN 9780415924269.
- Hennessy, Rosemary (2013). Fires on the border: the passionate politics of labor organizing on the Mexican frontera. S.l: University Of Minnesota Press. ISBN 9780816679621.

### Розділи книги
- Hennessy, Rosemary (2014), Thinking sex materially: Marxist, Socialist, and related feminist approaches, у Evans (ред.), The SAGE handbook of feminist theory, Thousand Oaks, California: Sage, с. 308—326, ISBN 9781446252413.